# Plectrocnemia singularis
Plectrocnemia singularis is een fossiele soort schietmot uit de familie Polycentropodidae.